# 5793 Ringuelet
5793 Ringuelet è un asteroide della fascia principale. Scoperto nel 1975, presenta un'orbita caratterizzata da un semiasse maggiore pari a 2,6541066 UA e da un'eccentricità di 0,1776100, inclinata di 13,42702° rispetto all'eclittica.
L'asteroide è dedicato all'astronoma argentina Adela Ringuelet, cofondatrice dell'Associazione Astronomica Argentina.